# Гірська щілина

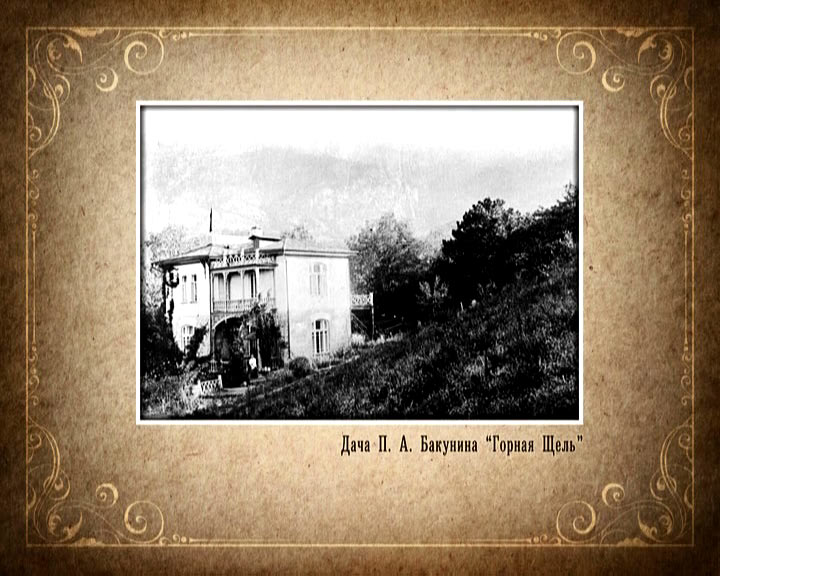
Дача Горная щель. Ялта (Лівадія). Крим.

Гірська щілина (рос. Горная щель) — дача П. Бакуніна в Лівадії, Крим. Знаходилася в районі сучасних гаражів виноробного підприємства «Лівадія». Нині не існує.
На цій дачі зупинялися відомі діячі, зокрема у 1916 р. Володимир Вернадський